# Taifa de Ceuta

La Taifa de Ceuta, en la part inferior del mapa.

S'anomena Taifa de Ceuta diversos regnes musulmans independents (taifa) que van tenir com a centre a la ciutat nord-africana de Ceuta al llarg de la història. A certes èpoques llur territori va incloure la ciutat de Tànger, actualment al Marroc.

## Primera 1061–1084
Creada arran de la separació de la Taifa de Màlaga
- Suqut al-Bargawati (m. 1079) dels Bargawata.[1]
  - Encunyava el seu propi dinar, el seu títol era "lakab al-Mansur"
- Qadi Ayyad ibn Musa (1083–1149) imam i cadi maliki.

Va ser conquistada per l'Imperi Almoràvit.

## Segona
Creada el 1233 després de separar-se de la taifa de Múrcia, el 1236 va ser envaïda per l'Imperi Almohade.

## Tercera
El 1249 s'independitza dels Hàfsides.
- Abu'l Qasim (1249-1279) de la dinastia Al Azafi.
  - Durant el seu govern es construeixen 2 aljubs.
  - 1259 neix Mohammed ibn Rushayd (m.1321), jutge i escriptor.
  - 1264 destrueix la ciutat d'Asilah
  - 1274 el rei marínida Abu Yusuf escriu al rei aragonès: «Manifesta cosa sia a tots com Nós aben Yusuf Miarammollin Senyor de Marrocs i Feza i Suyamoza, i de ses pertinences, Senyor dels Benimarins... ab vós noble en Jaume, per la gràcia de Déu Rei d'Aragó, e de Mallorques, e de València, Comte de Barcelona... I puis que romanga aquella pau entreu vostres fills e els nostres, en tal manera que vós ens façats ajuda a pendre Cepta, e que ens enviets deu naus armades e deu galees,...». (grafia actualizada).[2]
- Abu Hatim Ahmad (1279-1305) mort el 1315
  - 1291 Pel Tractat de Monteagudo de las Vicarías, la Corona d'Aragó la reconeix dins de la influència de Castella.

El 1305 el Regne de Granada el va envair.
Entre els segles xiii i xiv els jueus de Marsella comerciaven amb la ciutat i hi tenien un lloc privilegiat

## Quarta taifa
El 1315 s'independitza dels benimerins.
- Yahyah (1315-1323)
- Abu'l Qasim Muhammad (1323-1327)

En 1327 els benimerins la reconquereixen i la tornen a annexionar al seu imperi.